# 阿尔内·贝里
阿尔内·贝里（瑞典語：Arne Berg，1909年12月3日—1997年2月15日），瑞典男子自行车运动员。他曾代表瑞典参加1932年和1936年夏季奥林匹克运动会自行车比赛，其中1932年奥运会获得一枚铜牌。